# Laganja Estranja
Jay Jackson (Carrolton, 28 de outubro de 1988), mais conhecida pelo seu nome artístico Laganja Estranja, é uma drag queen, coreógrafa, dançarina, cantora e ativista estadunidense. A artista ganhou proeminência ao participar como uma das concorrentes na sexta temporada de RuPaul's Drag Race, além de seu ativismo na legalização da cannabis.

## Biografia
Jay Jackson nasceu na cidade de Carrolton, Texas, nos Estados Unidos. Ela se formou no California Institute of the Arts, obtendo diploma em dança e coreografia. Em 2014, concorreu na sexta temporada do reality show televisivo RuPaul's Drag Race, onde ficou em 8º lugar. Em 2018, a dançarina fez uma audição para a 15ª temporada do programa So You Think You Can Dance. 
Ela se assumiu como mulher trans em junho de 2021, utilizando os pronomes ela/dela, onde afirmou pelo seu perfil na rede social Instagram "Não vou mais viver minha vida com medo". A drag ainda acrescentou que sua amiga próxima, ex-concorrente de RuPaul's Drag Race e também mulher trans Gia Gunn a ajudou a entender sua identidade de gênero.